# Ephesia disjuncta
Ephesia disjuncta är en fjärilsart som beskrevs av Charles Andreas Geyer 1833. Ephesia disjuncta ingår i släktet Ephesia och familjen nattflyn. Inga underarter finns listade i Catalogue of Life.